# Mustii
Томас Мустін (фр. Thomas Mustin, нар. 21 листопада 1990), відомий під псевдонімом Mustii — бельгійський співак, автор пісень, письменник, актор і режисер. Відомий ролями в театрі, телебаченні та постановках Netflix, включно з популярними художніми фільмами Grave, Un Petit Boulot та L'Echange des Princesses та бельгійським серіалом «La Trêve». Представник Бельгії на Пісенному конкурсі Євробачення 2024 з піснею «Before the Party's Over».

## Біографія
Томас Мустін народився 21 листопада 1990 року в Брюсселі.
У 2012 році закінчив навчання на театральному факультеті Інституту дифузійних мистецтв (фр. Institut des arts de diffusion) і почав зніматися для телебачення в серіалі «À tort ou à raison» (укр. Правильно чи неправильно) режисера Алена Брунарда.

## Кар'єра

### Як актор
Мустін зіграв Бенволіо під час півторарічного туру у Франції та Бельгії у «Ромео та Джульєтті» режисера Ів Бонена. Ця п'єса відкрила новий театр — Théâtre de Liège. Пізніше Томас зіграв у постановці п'єси британського режисера Денніса Келлі «Уламки», яка була показана в листопаді та грудні 2014 року в театрі Riches-Claires у Брюсселі.
На початку 2015 року взяв участь у відновленні вистави «Корчма „Білий кінь“» режисера Домініка Серрона в Палаці витончених мистецтв Шарлеруа та Королівській опері Валлонії. Згодом знявся у двох фільмах: спочатку зіграв разом з Роменом Дюрісом і Гюставом Керверном у «Кілер мимоволі» режисера Паскаля Шомея, потім — з Фабриціо Ронджоне в «Les Survivors» режисера Люка Жабона.
У 2016 році Мустін зіграв роль Кевіна в бельгійському телесеріалі «La Trêve», який транслювався на RTBF і режисером якого став Маттьє Донк. Серіал мав великий успіх у Бельгії, а також транслювався на France 2, VRT і RTS.
2 лютого 2019 року отримав Премію «Магрітт» як найперспективніший актор бельгійського кіно. Того ж року він був номінований на премію Prix de la critique у категорії «Чоловіча надія» за роль у «Гамлеті» Вільяма Шекспіра в адаптації режисера Еммануеля Деконінка.

### Як співак
У 2014 році Мустін підписав контракт з лейблом Kid Noize Black Gizah Record. Його перший сингл «The Golden Age» транслювався на багатьох бельгійських радіостанціях у Фландрії та Валлонії.
21 листопада 2015 року виступив у першій частині концерту бельгійського гурту Alice on the Roof в Люксембурзі.
11 лютого 2016 року дав концерт у Rotonde du Botanique з нагоди випуску свого першого мініальбому The Darkest Night. Літо 2016 року було насиченим: Brussels Summer Festival, Fête de l'Iris та багато інших участей у фестивалях, серед яких Francofolies de Spa, the Ardentes, Ronquières, the Incrock, the Semo, the Solidarités тощо. Того ж року він акомпанував Kid Noize у трьох дуетах в альбомі Dream Culture: Ocean, Dark та Do You Know.

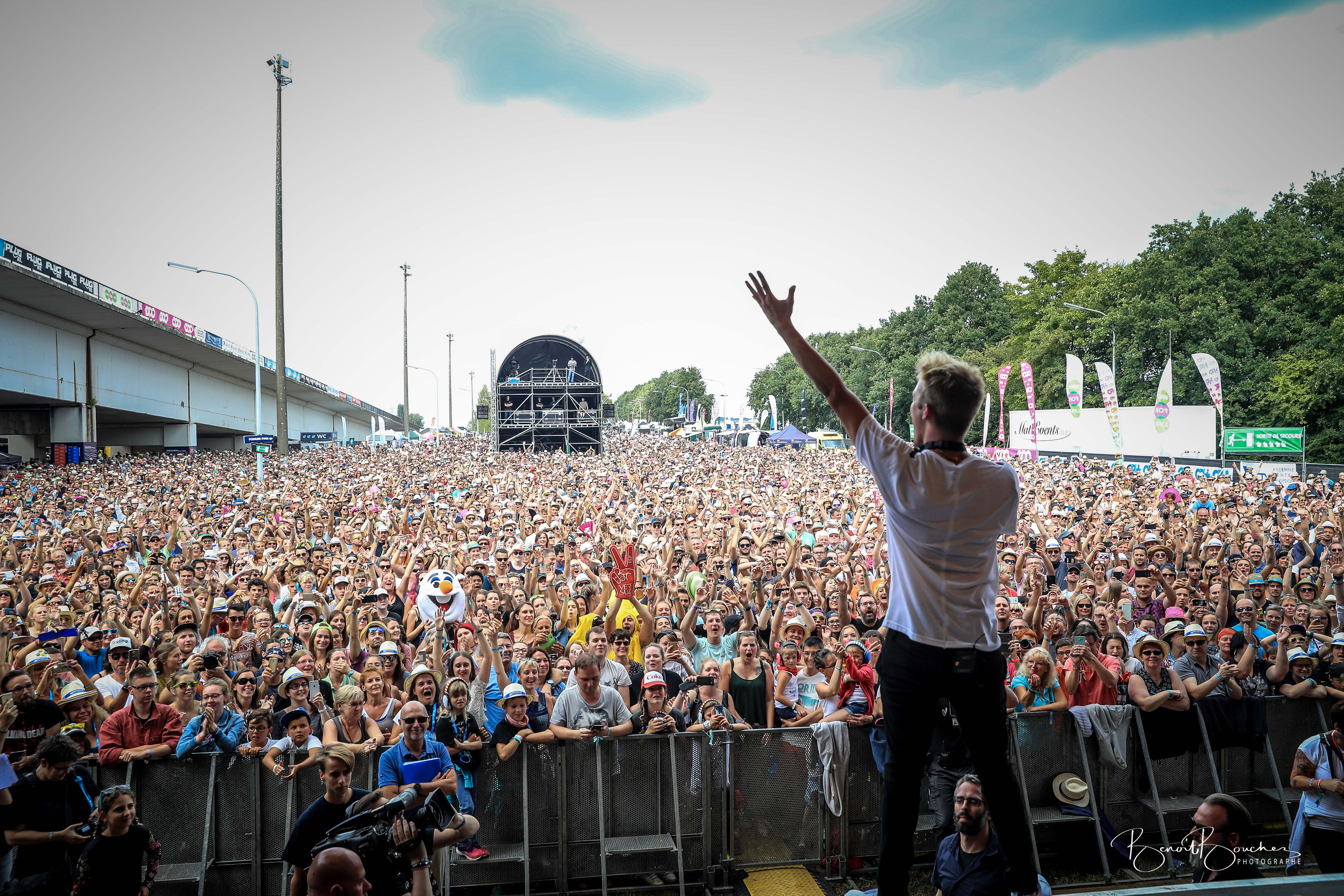
Mustii на сцені фестивалю Ronquières 2017

21 жовтня 2016 року Мустін дав свій перший сольний концерт, що відбувся у Cirque Royal у Брюсселі. Багато бельгійських ЗМІ вітали його виступ у Cirque Royal і підкреслювали його харизму на сцені, потужний голос і контакт з публікою.
У грудні 2016 року Мустін був шість разів номінований на D6bels Music Awards у таких категоріях як сольний виконавець, концерт, виконавець/гурт Pure FM, Revelation, музичне відео та автор пісень. Він отримав нагороду як Відкриття року.
Mustii називає своїм музичним натхненням Девіда Бові, Florence and the Machine, Грейс Джонс, Френка Сінатру, Іґґі Попа, Depeche Mode та багатьох інших.
У 2021 році випустив сингл «What About Ecosystem?» спільно з російським рок-гуртом Мумий Тролль.
З 19 квітня до 24 вересня 2022 року пройшов музичний тур Mustii — It's Happening Now Tour, присвячений випуску нового однойменного альбому.
У січні 2023 року Mustii був оголошений головним журі програми Drag Race Belgique. З цієї нагоди він здійснив свій камінг-аут. Мустін також з'явився у півфіналі бельгійської адаптації шоу The Dancer зі своєю піснею «Shame» у супроводі десяти кандидатів Drag Race Belgique.
30 серпня 2023 року був оголошений представником Бельгії на Євробаченні 2024, яке відбудеться в Мальме, Швеція.

## Особисте життя
Mustii називає себе квір-митцем.

## Дискографія

### Альбоми та ЕР
| Альбом / ЕР        | Рік  | Пісні                             |
| ------------------ | ---- | --------------------------------- |
| The Darkest Night  | 2016 | The Darkest Night                 |
| The Darkest Night  | 2016 | The Cave                          |
| The Darkest Night  | 2016 | Feed Me                           |
| The Darkest Night  | 2016 | The Golden Age of Love            |
| The Darkest Night  | 2016 | I Wold Love to Save the World     |
| 21st Century Boy   | 2018 | 21st Century Boy                  |
| 21st Century Boy   | 2018 | What a Day                        |
| 21st Century Boy   | 2018 | The Ride                          |
| 21st Century Boy   | 2018 | Simple Slave                      |
| 21st Century Boy   | 2018 | Blind                             |
| 21st Century Boy   | 2018 | Turn it Off (feat. Jim Henderson) |
| 21st Century Boy   | 2018 | Get Down                          |
| 21st Century Boy   | 2018 | Between Us                        |
| 21st Century Boy   | 2018 | People (Are Running the Streets)  |
| 21st Century Boy   | 2018 | Safety Zone — Live                |
| 21st Century Boy   | 2018 | Your Own Cathedral                |
| 21st Century Boy   | 2018 | Where Do I Belong                 |
| It's Happening Now | 2022 | It's Happening Now                |
| It's Happening Now | 2022 | Alien                             |
| It's Happening Now | 2022 | Give Need A Hand                  |
| It's Happening Now | 2022 | New Bekoming                      |
| It's Happening Now | 2022 | After Dark                        |
| It's Happening Now | 2022 | Pretty World                      |
| It's Happening Now | 2022 | Silver Light                      |
| It's Happening Now | 2022 | Midnight Angel                    |
| It's Happening Now | 2022 | Run For Your Friends              |
| It's Happening Now | 2022 | Skyline                           |
| It's Happening Now | 2022 | Shame                             |
| It's Happening Now | 2022 | Suburban King                     |